# Gel (groupe)
Pour les articles homonymes, voir Gel.
Gel est un groupe américain de punk hardcore, originaire du New Jersey, actif entre 2018 et 2025. Formé en 2018 en tant que projet parallèle du groupe de powerviolence Sick Shit, Gel compte un album studio, deux EP, une démo et un mini album split. Huw Baines du NME les crédite pour avoir « façonné le style hardcore en 2023 ».

## Histoire
Gel trouve ses origines dans le groupe de powerviolence Sick Shit, formé par le guitariste Matthew Bobko et le batteur Zach Miller. Sami Kaiser les rejoint peu après. Lorsque le bassiste de Sick Shit quitte le groupe, le rôle est rempli par Anthony Webster, qui se met ensuite à la guitare. Cette formation de Sick Shit commence Gel en 2018 en tant que projet parallèle afin de poursuivre un style punk hardcore plus traditionnel,. Gel sort son premier EP éponyme en 2019. La même année, le groupe sort une cassette intitulée HC for the Freaks. Le groupe sort son deuxième EP en 2021 intitulé Violent Closure. Gel sort également un single autonome en 2021 intitulé Mental Static. En 2022, Gel sort un split, Shock Therapy, avec le groupe Cold Brats. Le premier album du groupe, Only Constant, sort le 31 mars 2023,. L'album reçoit des critiques positives,.
Le 16 août 2024, Gel sort un EP de 5 morceaux intitulé Persona sur son nouveau label Blue Grape Music. Les thèmes de l'EP sont inspirés par les travaux de Carl Jung, en particulier son concept de l'ombre du moi. Persona est bien accueilli par la critique, avec des éloges pour son évolution sonore qui incorpore un style de production plus audacieux tout en conservant le son hardcore agressif du groupe. Le groupe annonce sa séparation en 2025.

## Style musical
Gel joue un style de punk hardcore traditionnel et rapide,. Leur style musical utilise parfois des éléments de post-punk et de D-beat. Contrairement au style prédominant dans le hardcore au cours des années 2010 et 2020, le style musical de Gel s'appuie fortement sur les racines punk rock du genre. Le magazine Revolver qualifie leur style « rapide, bruyant et énergique sans compromis « de remplissage du vide qui a été laissé dans le paysage hardcore plus large depuis les premiers jours de Trash Talk ». 

## Discographie

### Albums studio
- 2023 : Only Constant

### EP
- 2018 :  Gel
- 2021 : Violent Closure
- 2024 : Persona

### Splits
- 2022 : Shock Therapy (avec Cold Brats)

### Démos
- 2018 : Demo 2018